# 豬腳麵線
豬腳麵線是台灣常見的一道菜餚，由滷豬腳加上麵線組成，因為細長的麵條代表長壽，常用於祝賀祝壽，尤其是在閏月時給長輩祝福，生日時祝壽，還有災難過後，如出獄、出院等，一定要服用，有消災解厄的意味。
台灣人則是以豬腳搭配，在喜慶或尋求改運時食用，稱為豬腳麵線。吃「豬腳麵線」在台灣傳統文化裡面，代表除晦氣、添福壽之意，因為古早人形容倒楣的事為「衰佮踏著豬屎（譯註：跟踩到豬大便一樣倒楣）」，為了將霉運踢開，豬腳向來有「勇健」與「富足」的形象，麵線因為細細長長，被賦予長壽吉祥的象徵，兩者合在一起，自然可以否極泰來，添福添壽。

## 俗諺
台灣語有句俗諺道：「一審重判，二審減半，三審豬腳麵線。」即指有力人士的刑事案件，臺灣法庭一審時，法官大多公正，給予重判；二審後法官便減了一半刑責；三審過後，風頭也過了，無罪釋放，只需吃吃豬腳麵線，消去壞運氣。 台灣有出獄吃豬腳麵線的習俗。